# Colin Morgan (judoka)
Colin Morgan (Calgary, 12 de noviembre de 1973) es un deportista canadiense que compitió en judo. Ganó una medalla de bronce en los Juegos Panamericanos de 1995 en la categoría de –78 kg.

## Palmarés internacional
| Juegos Panamericanos | Juegos Panamericanos      | Juegos Panamericanos | Juegos Panamericanos |
| Año                  | Lugar                     | Medalla              | Categoría            |
| -------------------- | ------------------------- | -------------------- | -------------------- |
| 1995                 | Mar del Plata (Argentina) | Medalla de bronce    | –78 kg               |